# Вессінгтон-Спрінгс (Південна Дакота)
Вессінгтон-Спрінгс (англ. Wessington Springs) — місто (англ. city) в США, в окрузі Джеролд штату Південна Дакота. Населення — 771 особа (2020).

## Географія
Вессінгтон-Спрінгс розташований за координатами 44°4′50″ пн. ш. 98°34′18″ зх. д. / 44.08056° пн. ш. 98.57167° зх. д. (44.080527, -98.571532).  За даними Бюро перепису населення США в 2010 році місто мало площу 4,58 км², уся площа — суходіл.

## Демографія
Згідно з переписом 2010 року, у місті мешкало 956 осіб у 465 домогосподарствах у складі 266 родин. Густота населення становила 209 осіб/км².  Було 526 помешкань (115/км²).
Расовий склад населення:
| - 99,0 % — білих - 0,3 % — корінних американців - 0,3 % — азіатів |

До двох чи більше рас належало 0,2 %. Частка іспаномовних становила 0,6 % від усіх жителів.
За віковим діапазоном населення розподілялося таким чином: 16,1 % — особи молодші 18 років, 46,3 % — особи у віці 18—64 років, 37,6 % — особи у віці 65 років та старші. Медіана віку мешканця становила 57,0 року. На 100 осіб жіночої статі у місті припадало 76,7 чоловіків;  на 100 жінок у віці від 18 років та старших — 74,3 чоловіків також старших 18 років.
Середній дохід на одне домашнє господарство  становив 54 294 долари США (медіана — 42 458), а середній дохід на одну сім'ю — 68 945 доларів (медіана — 55 260). Медіана доходів становила 37 344 долари для чоловіків та 28 929 доларів для жінок. За межею бідності перебувало 9,6 % осіб, у тому числі 3,7 % дітей у віці до 18 років та 24,7 % осіб у віці 65 років та старших.
Цивільне працевлаштоване населення становило 399 осіб. Основні галузі зайнятості: освіта, охорона здоров'я та соціальна допомога — 33,3 %, сільське господарство, лісництво, риболовля — 13,3 %, роздрібна торгівля — 11,0 %.